# Parlamentswahl in Israel 1949
- Maki: 4
- Mapam: 19
- Nazareth: 2
- Mapai: 46
- WIZO: 1
- MP: 5
- Allgemeine Zionisten: 7
- Jemenitische Vereinigung: 1
- Sepharden und Gemeinschaften des Orients: 4
- VRF: 16
- Cherut: 14
- Reshimat HaLohmim: 1

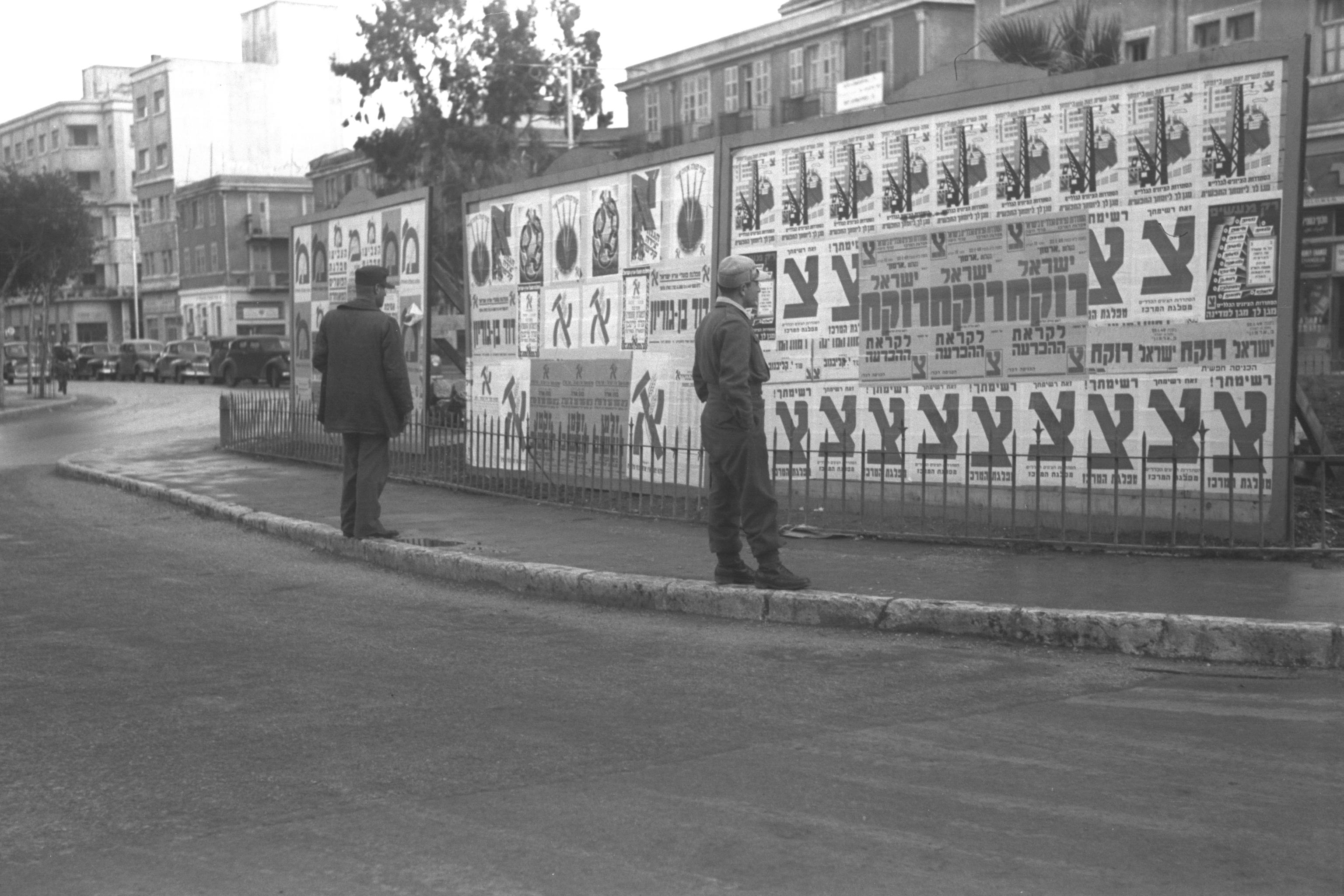
Wahlplakate

Die erste Wahl in Israel nach der Verkündung der Unabhängigkeit fand am 25. Januar 1949 als Wahl zur verfassunggebenden Versammlung 
(hebräisch אֲסֵפָה מְכוֹנֶנֶת Assefah Məchōnenet) statt. Die Versammlung trat am 14. Februar 1949 erstmals zusammen. Am 16. Februar 1949 wurde sie per Gesetz zum israelischen Parlament, der Knesset, umgewandelt.

## Wahlergebnis
| Wahlberechtigte      | 506.567      |
| Abgegebene Stimmen   | 434.684      |
| Wahlbeteiligung      | 85,8 %       |
| Sperrklausel (1,0 %) | 4346 Stimmen |
| Stimmen pro Sitz     | 3592         |

| Partei                                                                  | Stimmen | Prozent |
| ----------------------------------------------------------------------- | ------- | ------- |
| Mapai                                                                   | 155.274 | 35,7    |
| Mapam                                                                   | 64.018  | 14,7    |
| HaChasit haDatit haMe’uchedet (Vereinigte Religiöse Front)              | 52.982  | 12,2    |
| Cherut                                                                  | 49.782  | 11,5    |
| Tzionim Klaliym (Allgemeine Zionisten)                                  | 22.661  | 5,2     |
| Miflaga Progresivit (Progressive Partei)                                | 17.786  | 4,1     |
| Sfaradim VeEdot Misrach (Sephardische und orientalische Gemeinschaften) | 15.287  | 3,5     |
| Maki                                                                    | 15.148  | 3.5     |
| Reschima Demokratit schel Natzrat (Demokratische Liste von Nazareth)    | 7.387   | 1,7     |
| Reshimat HaLohmim (Liste der Kämpfer)                                   | 5.363   | 1,2     |
| Women’s International Zionist Organisation                              | 5.173   | 1,2     |
| Hitachdut HaTeimanim beJisra’el (Jemenitische Vereinigung)              | 4.399   | 1,0     |
| neun weitere Gruppen und Listen                                         | 19.424  | 4,5     |

## Sitzungsperiode
Die erste Sitzung fand am 14. Februar 1949 statt. Die erste Knesset war 2 Jahre und 6 Monate im Amt.
| Partei                                     | Prozent | Sitze | Sitze1 |
| ------------------------------------------ | ------- | ----- | ------ |
| Mapai                                      | 35,7 %  | 46    | 46     |
| Mapam                                      | 14,7 %  | 19    | 20     |
| HaChasit haDatit haMe’uchedet              | 12,2 %  | 16    | 16     |
| Cherut                                     | 11,5 %  | 14    | 12     |
| Allgemeine Zionisten                       | 5,2     | 7     | 7      |
| Miflaga Progresivit                        | 4,1 %   | 5     | 5      |
| Sfaradim VeEdot Misrach                    | 3,5 %   | 4     | 4      |
| Maki                                       | 3,5 %   | 4     | 3      |
| Reschima Demokratit schel Natzrat          | 1,7 %   | 2     | 2      |
| Reshimat HaLohmim                          | 1,2 %   | 1     | 1      |
| Women’s International Zionist Organisation | 1,2     | 1     | 1      |
| Hitachdut HaTeimanim beJisra’el            | 1,0     | 1     | 1      |
| Einzelabgeordnete                          | -       | -     | 2      |
| Gesamt                                     | 95,5 %  | 120   | 120    |

Sitze1: Sitze am Ende der Legislaturperiode
- Eliezer Preminger verließ Maki, gründete kurzzeitig die Hebräische Kommunistische Partei, bevor er sich der Mapam anschloss.
- Ari Jabotinsky und Hillel Kook verließen die Cherut und waren als Unabhängige Mitglied der Knesset.

## Regierungen
- Kabinett David Ben-Gurion I (8. März 1949 – 15. Oktober 1950)
- Kabinett David Ben-Gurion II (30. Oktober 1950 – 14. Februar 1951)

## Geschichte

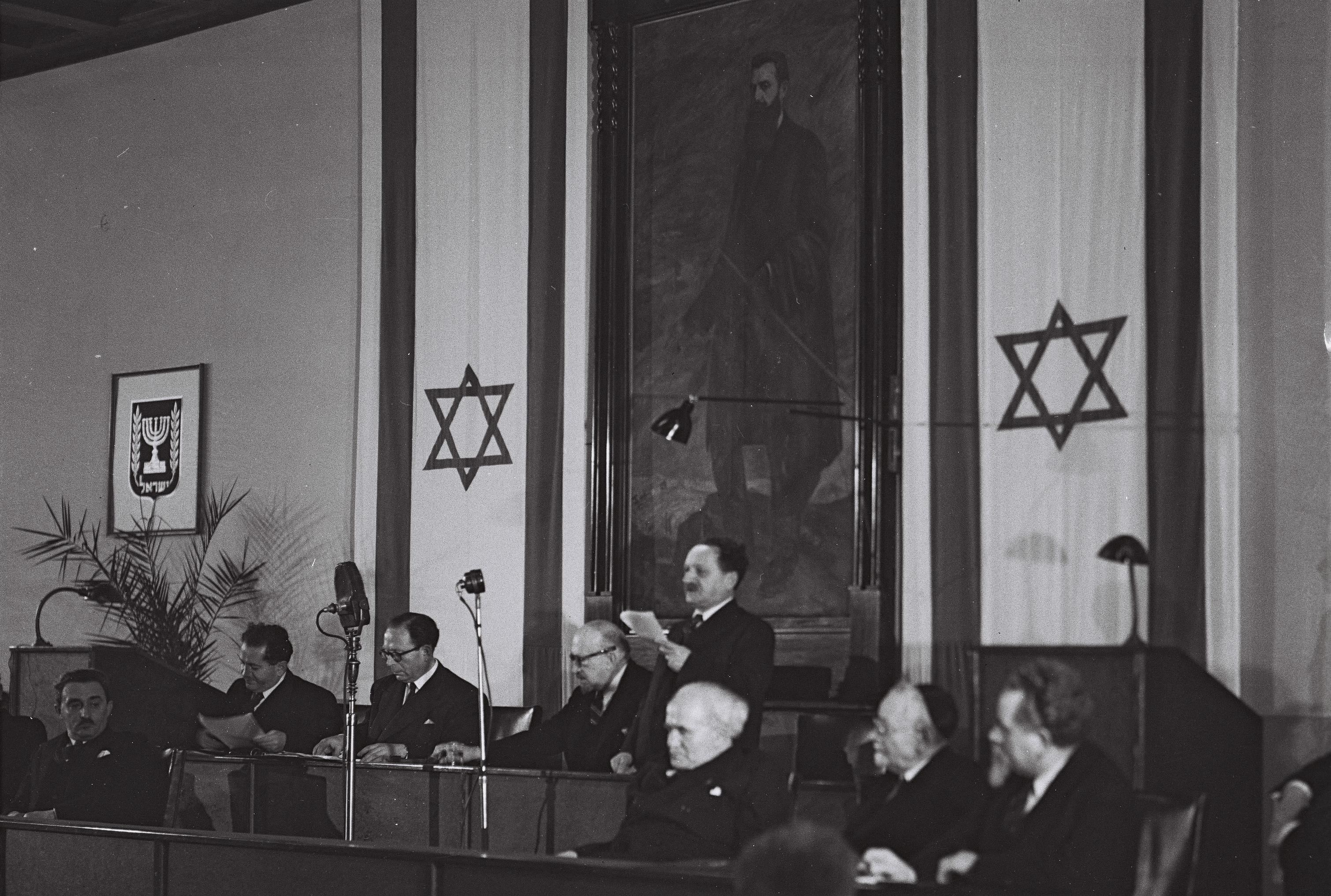
Der Parlamentspräsident Yosef Sprinzak spricht vor der Gründungsversammlung

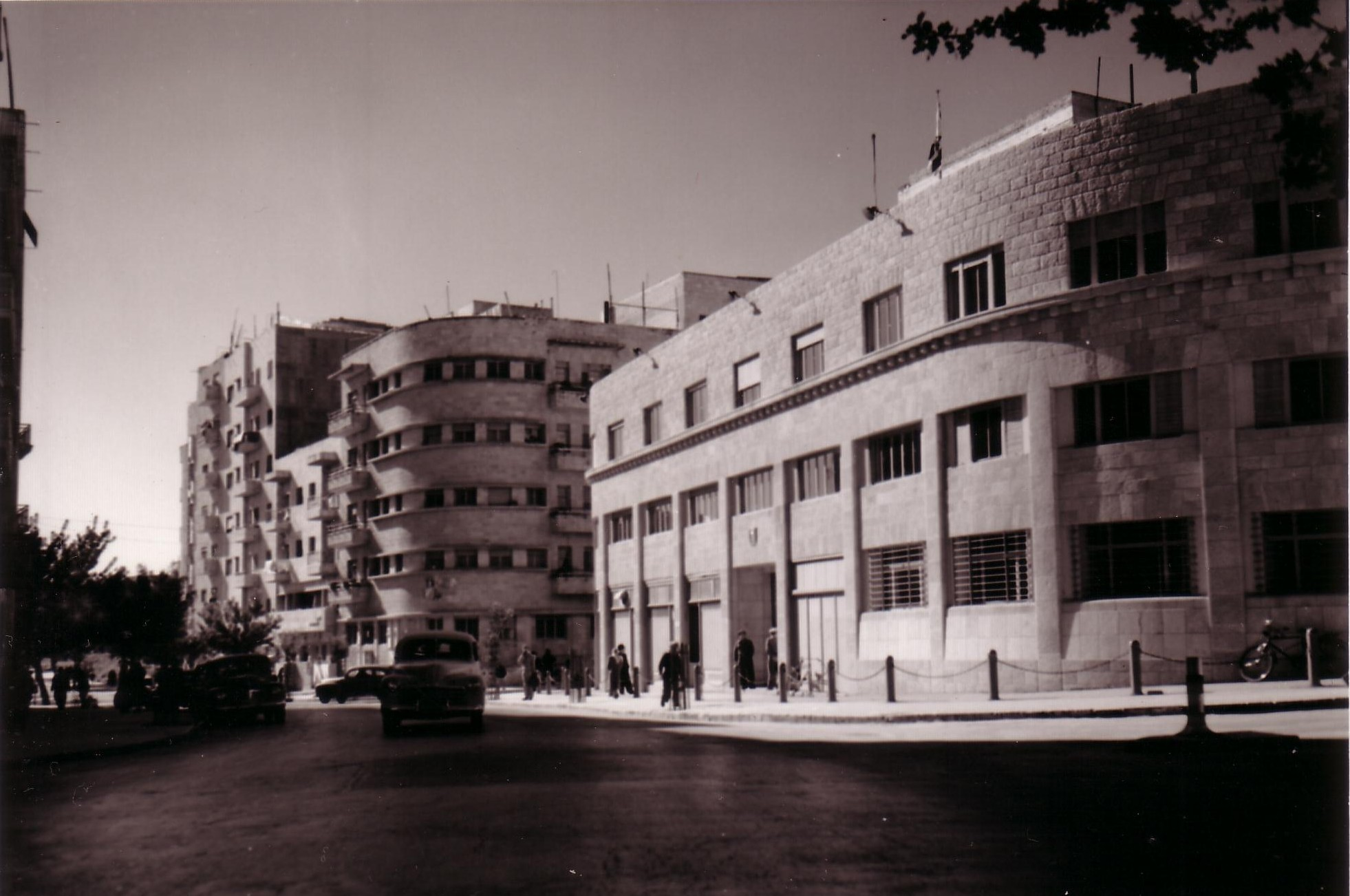
Froumine-Haus, Tagungsort der Knesset ab März 1950

Die konstituierende Sitzung fand am 14. Februar 1949 statt. Yosef Sprinzak wurde zum Parlamentspräsidenten gewählt. Am 16. Februar wurde die verfassunggebende Versammlung in das Parlament mit dem Namen Knesset umgewandelt. Die Knesset erhielt dabei unter anderem die Aufgabe, eine Verfassung auszuarbeiten und zu beschließen. Am gleichen Tag wurde Chaim Weizmann zum Präsidenten gewählt. Die vom Mapai-Vorsitzenden David Ben-Gurion geleitete erste Regierung wurde am 8. März 1949 gebildet. Wichtigste Oppositionspartei war die Cherut unter der Leitung von Menachem Begin.
Bei der Schaffung des Rechtssystems übernahm man weitgehend die bestehende Ordnung des britischen Mandatsgebietes. Trotzdem wurden in der ersten Knesset rund 7,5 Gesetze im Monat beschlossen. Auf Grund von Differenzen der verschiedenen Parteien und Gruppierungen gelang es jedoch nicht, eine beschlussfähige Verfassung auszuarbeiten. Wichtige Punkte in den Debatten waren die Verhandlungen über Friedensverträge nach dem Waffenstillstand nach dem Unabhängigkeitskrieg sowie die Positionierung in der internationalen Politik. Weitere Themen waren die Ausrichtung des Wirtschaftspolitik des Staates, die Form der Staatsangehörigkeit und der Umgang mit den früheren bewaffneten Gruppen der verschiedenen politischen Organisationen.
Das Gesetz über den Ombudsman, die Flagge und das Wappen wurden am 18. Mai 1949 beschlossen. Nach einer Debatte über den Parlamentssitz Mitte Dezember tagte die Knesset am 26. Dezember 1949 erstmals im Gebäude der Jewish Agency in Jerusalem. Am 13. März 1950 fand die erste Sitzungen im Froumine-Haus in der King-Georg-Street im Zentrum von Jerusalem statt. Am 23. Januar 1950 wurde der Bau eines eigenen Gebäudes für die Regierung und für die Knesset beschlossen; am 13. Juni 1950 wurde die Hariri Resolution angenommen, die besagt, dass eine Verfassung in Form von einzelnen Grundgesetzen aufgebaut werden soll, und am 5. Juli 1950 wurde das Rückkehrgesetz verabschiedet.
Am 16. Oktober 1950 gab Ben-Gurion das Ende seiner Regierung bekannt. Gründe waren Differenzen innerhalb der Regierung bei der Besetzung des Ministeriums für Handel und Industrie, die Abschaffung des Ministeriums für Rationierung und Bevorratung sowie vor allem Regelungen für die Form der Schulausbildung in den Einwanderungslagern.
Am 1. November 1950 wurde nach mehreren Verhandlungen das zweite Kabinett unter Ben-Gurion gebildet. Auch diese Regierung trat am 14. Februar 1951 auf Grund der ungeklärten Fragen zum Schulsystem in den Einwanderungslagern zurück. Die Geschäfte wurden bis zur nächsten Knesset-Wahl am 30. Juli 1951 kommissarisch weitergeführt. Im Jahr 1950 wurden noch Gesetze zur Arbeits- und Ruhezeit, zu den Rechten und Pflichten der Knesset-Mitglieder und zur Gleichberechtigung der Frauen verabschiedet.
Der erste Untersuchungsausschuss des Parlamentes befasste sich mit einer Polizeiaktion im Lager Jalami.